# Pseudanophthalmus inexpectatus
Pseudanophthalmus inexpectatus är en skalbaggsart som beskrevs av Barr. Pseudanophthalmus inexpectatus ingår i släktet Pseudanophthalmus och familjen jordlöpare. Inga underarter finns listade i Catalogue of Life.